# دلوود، شهرستان ادامز، ویسکانسین
دلوود (به انگلیسی: Dellwood) یک منطقهٔ مسکونی در ایالات متحده آمریکا است که در شهرستان ادامز، ویسکانسین واقع شده‌است. دلوود ۵۶۳ نفر جمعیت دارد و ۲۷۷٫۹۸ متر بالاتر از سطح دریا واقع شده‌است.